# Vila urbană de pe str. Vlaicu Pârcălab, 39 (Chișinău)
Vila urbană de pe str. Vlaicu Pârcălab, 39 este o clădire amplasată pe str. Vlaicu Pârcălab, 39 în Chișinău, Republica Moldova. Este un monument arhitectural de importanță națională inclus în Registrul monumentelor Republicii Moldova ocrotite de stat cu nr. 374 (municipiul Chișinău). Datează din anii 1930.